# Калоферський Введенський монастир (Болгарія)
Калоферський Введенський монастир (Введення Богородиці) — діючий монастир Православної церкви Болгарії.

## Розташування
Монастир „Введення Богородиці“ розташований в горному районі неподалік міста Калофер.

## Історія
Протягом століть монастир діяв у спокої і злагоді. Був зруйнований під час керджалійських нападів в 1799 і 1804 рр. Калоферці відновили монастир в 1819 році. У 1880 р. Генчо Канів будує нинішню церкву.
Неподалік від церкви знаходиться цілюще джерело з маленькою каплицею "Св. Пантелеймона, побудованою в 1825 році. Легенда свідчить, що його вода зцілила сліпоту доньки турецького султана.
Згідно з рукописом 1863 р.  Калоферський жіночий монастир "Ввведення Богородиці" був заснований в 18 ст. рильським монахом Доротеєм. Під час керджалійських нападів в 1799 та 1804 роках він був зруйнований, але в 1819 році був відновлений. Тоді ж було відкрите жіноче училище. За допомогою Найдена Ґерова (консула в Пловдиві) монахині з монастиря збирають кошти, на які в 1862 р. будують церкву і житлові будинки. У 1877 р. рід час російсько-турецької війни Калоферський монастир був пограбований і спалений, але згодом був знову відбудований.
Сьогодні це діючий жіночий монастир. Церква і житлові будівлі були побудовані в 1862 році. У церкві знаходиться ікона „Христос Богославящ“ авторства невідомого художника, іконостасний бар'єр і інтер'єр.